# レン (オレゴン州)
レン（英: Wren）は、アメリカ合衆国オレゴン州ベントン郡に属する非法人地域。国道20号線とオレゴン州道223号線が交差する地点に位置する。メアリーズ川が付近を流れている。
レンの名称は、かつてこの地に入植したジョージ・P・レン（George P. Wren）の名に由来する。元々はレンズ（Wrens）と呼ばれ、オレゴン・パシフィック鉄道がこの地域に持っていた駅の名称に用いられていた。レンには1887年から1968年まで郵便局があった。